# Rocas Filchner
Las Rocas Filchner son unas rocas ubicadas al sudeste del Puerto Oro, al nornoreste de la isla Cooper y al este de la punta Müller de la isla San Pedro, en el archipiélago de las islas Georgias del Sur, en aguas del Océano Atlántico Sur.
Es el punto extremo este del grupo de las Islas de San Pedro. Además,la roca septentrional de este accidente geográfico es uno de los puntos que determinan las líneas de base de la República Argentina, a partir de las cuales se miden los espacios marítimos que rodean al archipiélago.
Su nombre recuerda al geofísico Wilhelm Filchner, que entre 1911 y 1913 lideró la Segunda Expedición Antártica Alemana.